# حكومة صائب سلام الخامسة
الحكومة اللبنانية الخامسة والأربعون بعد الاستقلال، والأولى بعهد الرئيس سليمان فرنجية، وهي خامس حكومة يترأسها صائب سلام. شكلت الحكومة بموجب المرسوم رقم 4 بتاريخ 13 تشرين الأول / أكتوبر 1970، ونالت الحكومة الثقة بموجب 76 صوتاً ضد صوت وامتناع 4، واستقالت بتاريخ 27 أيار / مايو 1972.

## أعضاء الحكومة
- صائب سلام رئيساً لمجلس الوزراء ووزيراً للداخلية.
- غسان تويني نائباً لرئيس مجلس الوزراء ووزيراً للأنباء ووزيراً للتربية الوطنية والفنون الجميلة.
- هنري إده وزيراً للأشغال العامة والنقل.
- صائب جارودي وزيراً للاقتصاد الوطني ووزيراً للسياحة.
- جميل كبي وزيراً للبرق والبريد والهاتف ووزيراً للعدل.
- حسن مشرفية وزيراً للتصميم العام.
- خليل أبو حمد وزيراً للخارجية والمغتربين.
- إدوار صوما وزيراً للدفاع الوطني ووزيراً للزراعة.
- إميل بيطار وزيراً للصحة العامة.
- منير حمدان وزيراً للعمل والشئون الاجتماعية.
- إلياس سابا وزيراً للمالية.
- جعفر شرف الدين وزيراً للموارد المائية والكهربائية.

### تعديلات حكومية
- اعتذر عن الحكومة فور تشكيلها إدوار صوما وذلك لأنه كان مديراً لمنظمة الأغذية والزراعة الدولية (فاو)[1]، وتم تعيين إلياس سابا وزيراً للدفاع الوطني وهنري إده وزيراً للزراعة.
- في 20 كانون الثاني / يناير 1971 استقال من الحكومة الوزير غسان تويني، فعين إلياس سابا نائباً لرئيس مجلس الوزراء، وهنري طربيه وزيراً للأنباء، ونجيب أبو حيدر وزيراً للتربية الوطنية والفنون الجميلة.
- في 6 تشرين الأول / أكتوبر 1971 عين كمال خوري وزيراً للأشغال العامة والنقل.
- في 24 كانون الأول / ديسمبر 1971 استقال من الحكومة وزير الصحة العامة إميل بيطار، وعين هنري طربيه مكانه.
- في 18 آذار / مارس 1972 استقال من الحكومة وزير التصميم العام حسن مشرفية ووزير الزراعة هنري إده، فتم تعيين كمال خوري وزيراً للتصميم العام، وفؤاد نفاع وزيراً للزراعة، وصلاح سلمان وزيراً للصحة العامة.

## وصلات خارجية
- موقع رئاسة مجلس الوزراء الرسمي